# Samuel J. Tilden
Samuel Jones Tilden (9. února 1814 New Lebanon – 4. srpna 1886 Yonkers) byl americký politik, 25. guvernér New Yorku a demokratický kandidát na prezidenta ve sporných prezidentských volbách v roce 1876. Tilden byl druhým prezidentským kandidátem, který v USA prohrál volby, přestože zvítězil v lidovém hlasování, a je jediným člověkem, který zde dostal nadpoloviční většinu hlasů, ale prezidentské volby prohrál.
Tilden se narodil do bohaté rodiny v New Libanonu ve státě New York. V mládí ho přitahovala politika a stal se chráněncem Martina Van Burena, osmého prezidenta Spojených států. Po studiích na Yale a New York University School of Law zahájil právnickou kariéru v New Yorku, kde se stal významným korporátním právníkem. Byl členem parlamentu státu New York a podpořil Van Burenovu prezidentskou kandidaturu v roce 1848. Ačkoli v prezidentských volbách v roce 1860 stál proti Abrahamovi Lincolnovi, Tilden během americké občanské války podporoval Unii. Po občanské válce se Tilden stal předsedou Státního demokratického výboru v New Yorku a řídil kampaň demokratického kandidáta Horatia Seymoura v prezidentských volbách roku 1868.
Tilden zpočátku spolupracoval s místní frakcí Demokratické strany zvanou Tammany Hall, ale v roce 1871 se s nimi rozešel kvůli zkorumpovanosti jejich vůdce Williama M. Tweeda. Tilden vyhrál volby na místo guvernéra New Yorku v roce 1874 a v této funkci pomohl rozbít korupční kliku „Canal Ring“. Tildenův boj proti veřejné korupci spolu s jeho osobním bohatstvím a volebními úspěchy v nejlidnatějším státě země z něj v roce 1876 učinil kandidáta demokratů na prezidenta. Ve volbách čelil republikánskému kandidátovi Rutherfordovi B. Hayesovi, dalšímu guvernérovi s reformní agendou. Tilden zaměřil svou kampaň na reformu veřejné služby, podporu zlatého standardu a odpor proti vysokým daním, ale mnoho jeho příznivců se více zajímalo o ukončení takzvané rekonstrukce Jihu po občanské válce.
Tilden vyhrál lidové hlasování o 250 000 hlasů. 20 hlasů volitelů však zůstalo sporných, takže Tilden ani Hayes nedosáhli většiny v kolegiu volitelů. Vzhledem k tomu, že Tilden získal 184 volebních hlasů, jen o jeden hlas méně než většinu, Hayesovo vítězství vyžadovalo, aby získal všechny sporné volební hlasy. Proti Tildenovu přání Kongres jmenoval volební komisi složenou ze zástupců obou stran, aby urovnala spor. Republikáni měli ve volební komisi většinu jednoho hlasu a v hlasováním podle stranické linie rozhodli, že Hayes vyhrál všechny sporné volební hlasy. V Kompromisu z roku 1877 demokratičtí vůdci souhlasili s přijetím Hayese jako prezidenta výměnou za konec rekonstrukce Jihu. Tilden byl hlavním uchazečem o demokratickou prezidentskou nominaci v prezidentských volbách 1880 i 1884, ale odmítl kandidovat.